# Ольша (Нижньосілезьке воєводство)
Ольша (пол. Olsza) — село в Польщі, у гміні Мілич Мілицького повіту Нижньосілезького воєводства.
Населення — 94 особи (2011).
У 1975-1998 роках село належало до Вроцлавського воєводства.

## Демографія
Демографічна структура станом на 31 березня 2011 року:
|          | Загалом | Допрацездатний вік | Працездатний вік | Постпрацездатний вік |
| -------- | ------- | ------------------ | ---------------- | -------------------- |
| Чоловіки | 43      | 7                  | 31               | 5                    |
| Жінки    | 51      | 8                  | 29               | 14                   |
| Разом    | 94      | 15                 | 60               | 19                   |